# Fuencarral-El Pardo
Fuencarral-El Pardo är ett distrikt i staden Madrid i Spanien. Ytan uppgår till 237,81 km2 och befolkningen uppgår till 220085 personer.
Området delas in i åtta barrios: El Pardo, Fuentelarreina, Peñagrande, Pilar, La Paz, Valverde, Mirasierra och El Goloso.
Distriktet är det största till ytan, men inte det mest befolkade. I området ligger naturskyddsområdet Monte de El Pardo, och de bebyggda områdena representerar mindre än 50% av distriktet.

## Ursprung
Området för distriktet Fuencarral-El Pardo härrör från den gamla staden Fuencarral och de kungliga ägorna El Pardo, båda kommunerna inkorporerades med Madrid 1949.
Förutom de gamla stadskärnorna för båda dessa kommuner, vilket var basen då de nuvarande barrios El Pardo och Valverde bildades, blev de nu bebyggda områdena utbyggda etappvis efter  1950 tills det ena växte ihop de andra.
Vid reformen 1970 bildades distriktet Fuencarral-El Pardo, som bibehölls 1987 och fram till nu. Vid den tidigare indelningen (1950), kallades det Fuencarral a secas, och var ett distrikt med mycket låg befolkningstäthet.
För närvarande är det bara El Pardo bland bostadsområdena som ligger skilt från Madrids mer centrala delar, och utanför stadsområdet ligger också den militära anläggningen El Goloso och universitetsområdet Cantoblanco.

## Undervisningsväsen
I distriktet Fuencarral-El Pardo finns det 42 barndaghem (9 allmänna och 33 privata), 21 kommunala skolor för låg- och mellanstadiet, 10 gymnasieskolor (educación secundaria), 15 privata skolor (med eller utan concierto) och ett utländskt undervisningscenter.
I området ligger campus Cantoblanco som hör till Universidad Autónoma de Madrid och  Universidad Pontificia Comillas.

## Bibliotek
I distriktet finns tre bibliotek: Biblioteca pública Rafael Alberti, en modern byggnad i betong som invigdes 2000 och drivs av Comunidad Autónoma de Madrid, Biblioteca Pública Municipal La Vaguada, som drivs av Ayuntamiento de Madrid och Biblioteca de Caja Madrid, som drivs av Obra Social Caja Madrid.

## Transporter

### Pendeltågslinjerna Cercanías Madrid
Följande järnvägsstationer för pendeltågslinjerna är (C-3, C-4, C-7 och C-8:
- Ramón y Cajal (Valverde)
- Pitis (Fuentelarreyna)
- Fuencarral (Valverde)
- Cantoblanco Universidad (El Goloso)
- El Goloso (El Goloso)

### Metro de Madrid
De metro-linjer (tunnelbanelinjer) som går genom området är:
- : betjänar los barrios Peñagrande och Mirasierra med stationerna Peñagrande, Avenida de la Ilustración, Lacoma och Pitis.
- : betjänar Mirasierra och Barrio del Pilar med stationerna Barrio del Pilar, Herrera Oria och Mirasierra.
- : betjänar los barrios La Paz och Valverde med stationerna Begoña, Fuencarral, Tres Olivos, Montecarmelo, Las Tablas och Ronda de la Comunicación.

### Bussar
Ett stort antal busslinjer går inom området och ger även förbindelser med intilliggande områden.